# Pearls in Her Hair / Petroleum Lantern
A Pearls in Her Hair  / Petroleum Lantern az Omega angol nyelvű kislemeze 1970-ből. A dalok magyarul a 10000 lépés albumon hallhatók.

## Megjelenések
- 1970 SP
- 1994 Best of – Their Greatest Hits from the Sixties in English CD

## Dalok
A: Pearls in Her Hair  (Gyöngyhajú lány) (Presser Gábor – Adamis Anna)
B: Petroleum Lantern (Petróleumlámpa) (Presser Gábor – Adamis Anna)

## Az együttes tagjai
- Benkő László – zongora, vokál
- Kóbor János – ének, ritmusgitár
- Laux József – dob, ütőhangszerek
- Mihály Tamás – basszusgitár, vokál
- Molnár György – gitár
- Presser Gábor – orgona, zongora, vokál